# Lutz Espig
Lutz Espig est un joueur d'échecs allemand né le 5 janvier 1949 à Greiz.

## Biographie
Champion de RDA en 1969, 1971 et 1988, Espig reçut le titre de maître international en 1972 et celui de grand maître international  en 1983.
Il remporta les tournois de Lublin en 1970, de Varna (Bulgarie) (en 1976 et 1983), de Leipzig en 1980. En 1971, il finit troisième du tournoi mémorial Rubinstein en Pologne. Il fut deuxième du tournoi mémorial Tchigorine à Sotchi en 1974.
Il représenta la RDA lors des olympiades de 1988 et 1990. Lors du championnat d'Europe par équipe de 1970, il remporta la médaille de bronze par équipe (il jouait au huitième échiquier).